# Boonika Bate Doba
„Boonika Bate Doba” este un cântec al formației moldovenești Zdob și Zdub, lansat ca single în anul 2005. Cântecul a debutat la concursul Eurovision 2005 și a ocupat locul 6 în finală, acumulând 148 de puncte. Un videoclip pentru piesă a fost filmat la sfârșitul anului 2005.

## Video
Video a fost filmat și prezentat în Moldova în 2005. Videoclipul prezintă lăutari, care joacă pe fondul steagurilor a diferite țări. De asemenea, se arată bunici din diferite țări, care "bat doba", în diferite locuri din lume.

## Fapte interesante
Pe coperta single-ului este prezentată bunica (Lidia Bejenaru), care apare într-un videoclip muzical pentru "Moldovenii s-au născut" (2012).
Cântecul a fost cântat în limbile engleză si română.

## Clasamente
| Clasament (2005)        | Poziție |
| ----------------------- | ------- |
| Danemarca (Tracklisten) | 10      |